# Ubåtsbärgningsfartyg

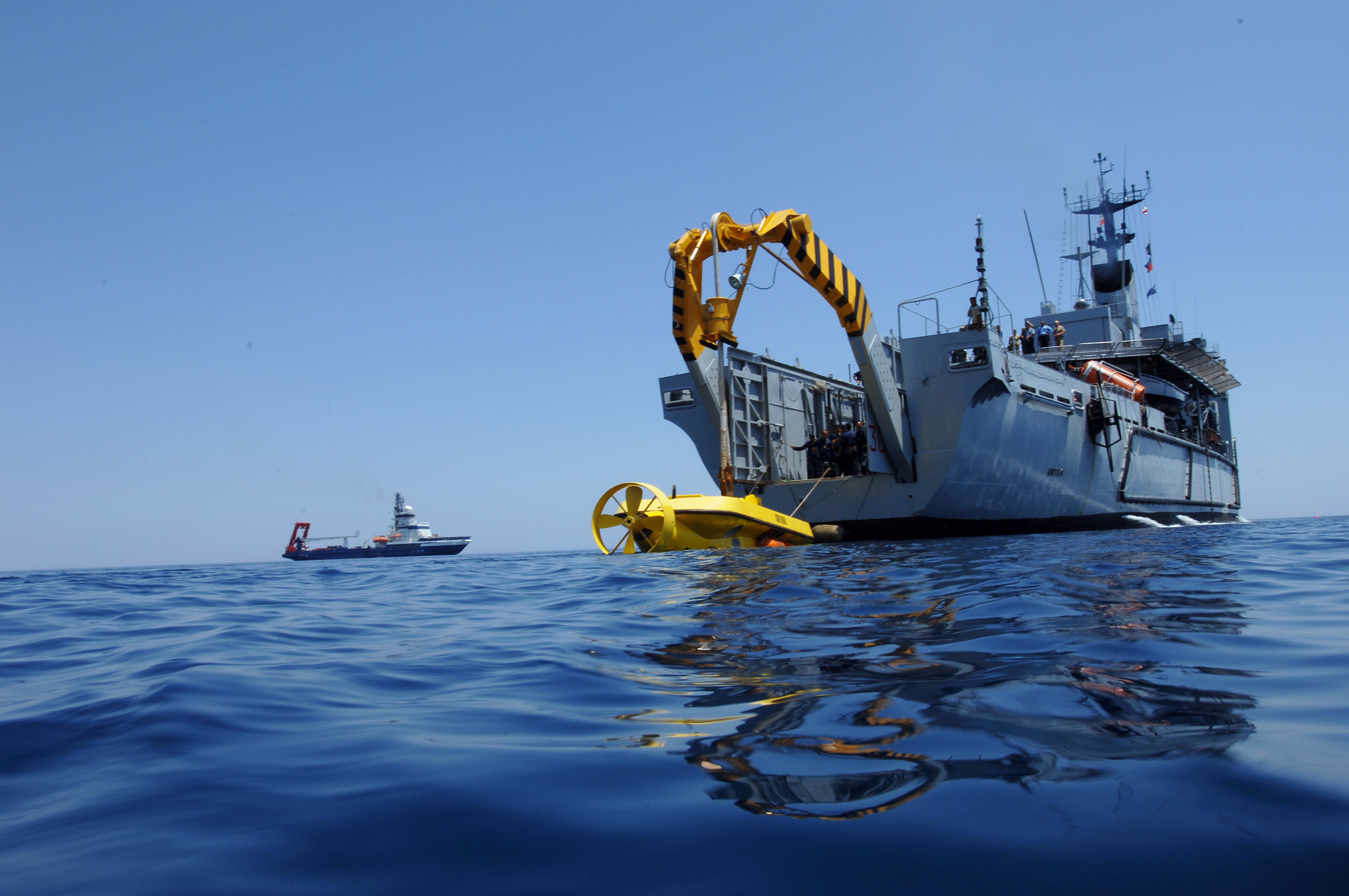

Ubåtsbärgningsfartyg är ett fartyg konstruerat för att kunna rädda besättningen från en sjunken ubåt och i vissa fall även ubåten själv. I nuläget har den svenska marinen fartyget HMS Belos till förfogande som tillsammans med HMS Carlskrona är det största fartygen i just marinen.